# Агрегат для виїмки вугілля

Агрегат очисний.JPG

Агрегат для виїмки вугілля (рос. агрегат для выемки угля, англ. aggregate for taking coal) — сукупність кінематично і конструктивно об'єднаних і взаємопов'язаних гірничих машин і механізмів, призначених для механізації і автоматизації всіх робіт з видобутку вугілля.
А.в.в. розділяють за кутом падіння пластів (залягання) — до 35° і понад 35°; за потужністю пластів — для надтонких (до 0,7 м), тонких (0,7-1,2 м), середньої потужності (1,2-2,5 м), потужних (понад 2,5 м) пластів; за видом виконавчих органів — з безперервно рухомими в одному напрямі каретками з різцями і скребками (кільцеві струги і конвеєрно-стругові установки — конвеєроструги); з поворотно-поступально рухомими стругами; з комбайнами, виймальними і з відбійними барабанами.
В Україні Дондіпровуглемашем на базі конвеєростругів розроблені агрегати для крутопохилих і крутих пластів (35-90 о) — АНЩ (рис. 1), АМЩ, для похилих пластів — АФК (рис. 2).
Агрегат АНЩ (випускається серійно) призначений для комплексної механізації і автоматизації очисних робіт на крутопохилих і крутих пластах потужністю 0,7-2,8 м з опірністю різанню до 200 кН/м при відробці шахтного поля смугами (шириною 40-60 м) за падінням. Агрегат складається з механізованого кріплення, конвеєроструга, електро-, пневмо- і гідрообладнання та апаратури дистанційного і автоматичного управління. Конвеєроструг (1АЩМ) здійснює фронтальну виїмку пласта і включає привідні станції, виконавчий орган. В Україні найбільше розповсюдження одержали два типорозміра 1АНЩ та 2АНЩ. Агрегати 3 АНЩ призначені для пластів потужністю 1,8-2,8 м.
Агрегат АМЩ — нового покоління з модульним принципом побудови (контруктивно однаковими секціями кріплення). На 2004 р. розроблена проектно-конструкторська документація та виконані стендові дослідження. Потужність пластів 0,75-1,5 м та 1,1-2,2 м з опірністю різанню до 200 кН/м при відробці шахтного поля смугами (шириною 40-60 м) за падінням. Виконаний на основі конвеєроструга 1 АЩМ та базової балки. Має загальну систему переміщення кріплення та конвеєроструга.
Агрегат фронтальний конвеєроструговий АФК прийнято до серійного виробництва. Призначений для роботи на пластах потужністю 0,65-0,9 м з кутом падіння (підняття) 0-18о з опірністю різанню до 300 кН/м. Призначений для роботи без постійного перебування людей у вибої. Спосіб управління покрівлею — повне обвалення. Система розробки — стовпова при довгих очисних вибоях. Довжина виймального поля — не менше 800 м. Виконаний на базі конвеєроструга КСП і базової балки. До складу АФК входить лавне механізоване кріплення АФКЛ, механізоване кріплення сполучення, енергопоїзд.
На вуглевидобутку в басейнах країн СНД в різні часи застосовувалися: агрегат 1АЩМ, АДК, СА1, АК3.
Агрегат 1АЩМ призначений для комплексної механізації і автоматизації очисних робіт на пластах потужністю 1,2-2,2 м з кутами падіння 0,87-1,57 радіан (50-90°) при розробці шахтного поля за падінням і управлінні покрівлею повним обваленням. Агрегат складається з механізованого кріплення, виконавчого органу у вигляді конвеєроструга, захисної сітки, на яку укладається накатник з колод довжиною не менше 3 м і діаметром 18-20 см, електро-, пневмо- і гідрообладнання.
Конвеєроструг здійснює фронтальну виїмку пласта і включає привідну і обвідну станції, секційну напрямну балку, струговий виконавчий орган і зрошувач. Виконавчий орган являє собою каретку з різцями, розташованими через 2,23 м по довжині нескінченного ланцюга, при руху якого по напрямній шарнірній балці вони руйнують вугілля і доставляють його до ґезенка.
Агрегат АДК розроблений на базі агрегату 1АЩ і призначений для комплексної механізації і автоматизації очисних робіт на пластах потужністю 1,2-2,2 м з кутами падіння 0,80-1,57 радіан (46-90°) і питомою опірністю різанню до 150 кН/м. Особливості агрегату: збільшена довжина (до 60 м), примусове послідовне пересування секцій кріплення; регульований крок пересування, вдосконалена гнучка обгорожа з боку обрушених порід, суцільне перекриття покрівлі, наявність засобів управління в площині пласта і дистанційного управління конвеєростругом.
Агрегат СА1 призначений для механізації і автоматизації процесів видобутку корисної копалини без постійної присутності людей в очисному вибої на пластах потужністю 1,35-2,0 м з кутами падіння (залягання) до 8°, питомою опірністю пласта різанню до 250 кН/м, у вибоях довжиною 60 і 100 м. Агрегат складається з механізованого кріплення, кріплення сполучення конвеєрної і вентиляційної виробок, конвеєра, стругового виконавчого органу, гідро- і енергоустаткування та перевантажувача. Управління агрегатом здійснюється дистанційно з центрального пульта. Струг здійснює виїмку пласта на повну потужність. Для забезпечення постійної товщини стружки подача агрегату на вибій здійснюється рівномірно і одночасно по всій довжині очисного вибою, що досягається синхронізацією роботи гідроциліндрів шляхом дроселювання потоку рідини. Кріплення агрегату — захисно-підтримуюче, складається з трьох груп одно-стоякових секцій. Секції першої групи жорстко сполучені з конвеєром і переміщаються разом з ним, другої і третьої груп при роботі струга залишаються на місці і підтягаються до конвеєра почергово в кінці виймального циклу. Агрегат СА1 розповсюдження не отримав.
Агрегат АК3 є модернізованим варіантом агрегату A3 і призначений для виїмки за простяганням пологих, похилих, крутонахилених і крутих пластів потужністю 1,6-2,5 м і питомою опірністю різанню 300 кН/м. Агрегат складається зі стругового виконавчого органа кільцевою типу, що включає пластинчатий ланцюг і одинадцять однорізцевих кареток, двох приводів, постава агрегату, що включає основу, телескопічні передні стояки з верхніми і нижніми напрямними для виконавчого органу, механізоване кріплення захисно-підтримуючого типу, два кріплення сполучення, перевантажувачі і пульт управління. При роботі агрегату його постав разом з напрямним і виконавчим органом подається на вибій зі швидкістю 5-8 см/хв. При цьому вугілля руйнується виконавчим органом на всю потужність пласта і самопливом переміщається до перевантажувача. Сумарна потужність електродвигунів агрегату 360 кВт. Особливості агрегату: одночасна відбійка вугілля по всій поверхні вибою в найбільш віджатій зоні пласта; фронтальне пересування секцій кріплення одночасно по всій довжині очисного вибою трьома групами при дистанційному управлінні.
Синонім: очисний агрегат.